# Hiroshi Tsuchida
Hiroshi Tsuchida (土田 大 Tsuchida Hiroshi?) es un seiyu y actor japonés afiliado con 81 Produce. Frecuentemente dobla voces de películas de habla inglesas a japonés.

## Filmografía
| Anime          | Anime                                                  | Anime                                              | Anime                                              |
| Año            | Título                                                 | Papel                                              | Papel                                              |
| -------------- | ------------------------------------------------------ | -------------------------------------------------- | -------------------------------------------------- |
| 2003           | Naruto                                                 | Raido Namiashi                                     | Raido Namiashi                                     |
| 2004           | One Piece                                              | Capote                                             | Capote                                             |
| 2005           | Bobobo-bo Bo-bobo                                      | Pana                                               | Pana                                               |
| 2005           | Honey and Clover                                       | Kazushi Yamazaki                                   | Kazushi Yamazaki                                   |
| 2005           | Rean no Tsubasa                                        | Rouri Yahan                                        | Rouri Yahan                                        |
| 2006           | Buso Renkin                                            | Kinjo                                              | Kinjo                                              |
| 2007           | Gintama                                                | Marinosuke                                         | Marinosuke                                         |
| 2007           | Skull Man                                              | Skullman                                           | Skullman                                           |
| 2008           | Soul Eater                                             | Masamune Nakatsukasa                               | Masamune Nakatsukasa                               |
| 2009           | Needless                                               | Zakard                                             | Zakard                                             |
| 2010           | Inazuma Eleven                                         | Hidetoshi Nakata                                   | Hidetoshi Nakata                                   |
| 2011           | Usagi Drop                                             | Daikichi Kawachi                                   | Daikichi Kawachi                                   |
| 2013           | Shingeki no Kyojin                                     | Grisha Yeager                                      | Grisha Yeager                                      |
| 2013           | Pokémon XY                                             | Dr. Platane                                        | Dr. Platane                                        |
| 2014           | Buddy Complex                                          | Dorzhiev (eps. 6-7)                                | Dorzhiev (eps. 6-7)                                |
| 2014           | Tenkai Knights                                         | Señor Jones                                        | Señor Jones                                        |
| 2014           | Argevollen                                             | Ukyō Samonji                                       | Ukyō Samonji                                       |
| 2015           | Dungeon ni Deai o Motomeru no wa Machigatteiru Darō ka | Ganesha                                            | Ganesha                                            |
| 2015           | Pokémon XY&Z                                           | Dr. Platane                                        | Dr. Platane                                        |
| 2015           | Fairy Tail                                             | Ezel                                               | Ezel                                               |
| Películas      |                                                        |                                                    |                                                    |
| Año            | Título                                                 | Papel                                              | Papel                                              |
| 2010           | Cat Shit One                                           | Sargento Perkins                                   | Sargento Perkins                                   |
| 2014           | New Initial D the Movie: Legend 1: Awakening           | Koichiro Iketani                                   | Koichiro Iketani                                   |
| ONA            |                                                        |                                                    |                                                    |
| Año            | Título                                                 | Papel                                              | Papel                                              |
| 2015           | Mobile Suit Gundam Thunderbolt                         | J.J. Sexton                                        | J.J. Sexton                                        |
| Videojuegos    |                                                        |                                                    |                                                    |
| Año            | Título                                                 | Papel                                              | Papel                                              |
| 2005           | Atelier Iris: Eternal Mana 2                           | Chaos                                              | Chaos                                              |
| 2005           | Kingdom Hearts II                                      | Tron                                               | Tron                                               |
| 2005           | Soulcalibur III                                        | Zasalamel/Abyss                                    | Zasalamel/Abyss                                    |
| 2005           | Tekken 5                                               | Feng Wei                                           | Feng Wei                                           |
| 2006           | Soulcalibur III: Arcade Edition                        | Zasalamel                                          | Zasalamel                                          |
| 2006           | Yakuza (serie)                                         | Kazuki                                             | Kazuki                                             |
| 2007           | Tekken 6                                               | Feng Wei                                           | Feng Wei                                           |
| 2008           | Soulcalibur IV                                         | Zasalamel                                          | Zasalamel                                          |
| 2009           | Killzone 2                                             | Dante Garza                                        | Dante Garza                                        |
| 2009           | Soulcalibur: Broken Destiny                            | Zasalamel                                          | Zasalamel                                          |
| 2010           | Solatorobo                                             | Gren Sacher                                        | Gren Sacher                                        |
| 2011           | Ace Combat: Assault Horizon                            | William Bishop                                     | William Bishop                                     |
| 2012           | Soulcalibur V                                          | Creación Dirigente Fiable Macho                    | Creación Dirigente Fiable Macho                    |
| 2012           | Tekken Tag Tournament 2                                | Feng Wei                                           | Feng Wei                                           |
| 2013           | Call of Duty: Ghosts                                   | Keegan P. Russ                                     | Keegan P. Russ                                     |
| 2016           | Street Fighter V                                       | Necalli                                            | Necalli                                            |
| 2016           | Tekken 7                                               | Feng Wei                                           | Feng Wei                                           |
| 2017           | Nioh                                                   | Kuroda Nagamasa                                    | Kuroda Nagamasa                                    |
| Tokusatsu      |                                                        |                                                    |                                                    |
| Año            | Título                                                 | Papel                                              | Papel                                              |
| 1994           | Super Sentai World                                     | NinjaBlue                                          | NinjaBlue                                          |
| 1994           | Ninja Sentai Kakuranger                                | Saizo/NinjaBlue                                    | Saizo/NinjaBlue                                    |
| 1994           | Toei Hero Daishugō                                     | NinjaBlue                                          | NinjaBlue                                          |
| 2004           | Tokusou Sentai Dekaranger                              | Reversian Blitz Hells (voz)                        | Reversian Blitz Hells (voz)                        |
| 2005           | Tokusou Sentai Dekaranger                              | Hades Beastman Kirikage el Ninja (voz)             | Hades Beastman Kirikage el Ninja (voz)             |
| 2007           | Juuken Sentai Gekiranger                               | Bestia de Confrontación Mantis-Puño Makirika (voz) | Bestia de Confrontación Mantis-Puño Makirika (voz) |
| 2009           | Samurai Sentai Shinkenger                              | Yanasudare (voz)                                   | Yanasudare (voz)                                   |
| 2013           | Zyuden Sentai Kyoryuger                                | Debo Karyudosu (voz)                               | Debo Karyudosu (voz)                               |
| Doblaje        |                                                        |                                                    |                                                    |
| Año            | Título                                                 | Papel                                              | Actor Original                                     |
| 1998           | Armageddon (NTV)                                       | Oscar Choice                                       | Owen Wilson                                        |
| 1999           | Power Rangers Lost Galaxy                              | Mike Corbett/Magna Defender                        | Russell Lawrence                                   |
| 1999           | Power Rangers Lost Galaxy                              | Rematador                                          | Michael Sorich                                     |
| 2000           | The Next Best Thing                                    | Kevin Lasater                                      | Michael Vartan                                     |
| 2000           | Power Rangers Lightspeed Rescue                        | Triskull                                           | Michael Sorich                                     |
| 2000           | Thomas y sus amigos                                    | Stanley                                            |                                                    |
| 2003           | Red Water                                              | Brett van Ryan                                     | Langley Kirkwood                                   |
| 2004           | The Alamo                                              | Juan Seguin                                        | Jordi Mollà                                        |
| 2004           | Miracle                                                | Jim Craig                                          | Eddie Cahill                                       |
| 2005           | Grey's Anatomy                                         | Alex Karev                                         | Justin Chambers                                    |
| 2006           | Cars                                                   | Rayo McQueen                                       |                                                    |
| 2008           | Eli Stone                                              | Eli Stone                                          | Jonny Lee Miller                                   |
| 2008           | Valkyrie                                               | Lugarteniente Werner von Haeften                   | Jamie Parker                                       |
| 2009           | G.I. Joe: The Rise of Cobra                            | El Doctor/Rex                                      | Joseph Gordon-Levitt                               |
| 2009           | Brothers                                               | Capt. Sam Cahill                                   | Tobey Maguire                                      |
| 2009           | The Proposal                                           | Andrew Paxton                                      | Ryan Reynolds                                      |
| 2010           | Inception                                              | Arthur                                             | Joseph Gordon-Levitt                               |
| 2010           | Secretaríat                                            | Seth Hancock                                       | Drew Roy                                           |
| 2010           | The Town                                               | Douglas "Doug" MacRay                              | Ben Affleck                                        |
| 2011           | Faces in the Crowd                                     | Bryce                                              | Michael Shanks                                     |
| 2011           | Haywire                                                | Aaron                                              | Channing Tatum                                     |
| 2011           | The Kennedys                                           | Joseph P. Kennedy, Jr.                             | Gabriel Hogan                                      |
| 2011           | Once Upon a Time                                       | Capitán Killian "Hook" Jones                       | Colin O'Donoghue                                   |
| 2011           | Source Code                                            | Derek Frost                                        | Michael Arden                                      |
| 2011           | Warrior                                                | Tommy Riordan Conlon                               | Tom Hardy                                          |
| 2011           | Cars 2                                                 | Rayo McQueen                                       |                                                    |
| 2012           | The Dark Knight Rises                                  | John Blake                                         | Joseph Gordon-Levitt                               |
| 2012           | Seven Psychopaths                                      | Martin "Marty" Faranan                             | Colin Farrell                                      |
| 2012           | Total Recall                                           | Marek                                              | Will Yun Lee                                       |
| 2012           | Las Tortugas Ninja                                     | Donatello                                          |                                                    |
| 2013           | Don Jon                                                | Jon Martello                                       | Joseph Gordon-Levitt                               |
| 2013           | Elysium                                                | Max Da Costa                                       | Damon Mate                                         |
| 2013           | Generación Um...                                       | John                                               | Keanu Reeves                                       |
| 2013           | Grudge Match                                           | B.J.                                               | Jon Bernthal                                       |
| 2013           | Pacific Rim                                            | Yancy Becket                                       | Diego Klattenhoff                                  |
| 2013           | Snowpiercer                                            | Curtis Everett                                     | Chris Evans                                        |
| 2014           | Los 33                                                 | Ministro Laurence Golborne                         | Rodrigo Santoro                                    |
| 2014           | The Best of Me                                         | Dawson Cole                                        | James Marsden                                      |
| 2014           | Interstellar                                           | Dr. Mann                                           | Matt Damon                                         |
| 2014           | Need for Speed                                         | Dino Brewster                                      | Dominic Cooper                                     |
| 2014           | Transformers: la era de la extinción                   | Cade Yeager                                        | Mark Wahlberg                                      |
| 2015           | Air                                                    | Bauer                                              | Norman Reedus                                      |
| 2015           | Vice                                                   | Evan                                               | Bryan Greenberg                                    |
| 2016           | 11.22.63                                               | Jake Epping / James Amberson                       | James Franco                                       |
| 2016           | Hard Target 2                                          | Wes Baylor                                         | Scott Adkins                                       |
| 2016           | MacGyver                                               | Jack Dalton                                        | George Eads                                        |
| 2017           | Cars 3                                                 | Rayo McQueen                                       |                                                    |
| 2021-2024-2025 | El juego del calamar                                   | Líder                                              | Lee Byung-hun                                      |